# Czarnów (powiat warszawski zachodni)
Czarnów – wieś w Polsce położona w województwie mazowieckim, w powiecie warszawskim zachodnim, w gminie Leszno. Ma status sołectwa.
Wieś szlachecka Czarnowo położona była w drugiej połowie XVI wieku w powiecie sochaczewskim ziemi sochaczewskiej województwa rawskiego.
W latach 1954–1961 wieś należała i była siedzibą władz gromady Czarnów, po jej zniesieniu w gromadzie Leszno. W latach 1975–1998 miejscowość należała administracyjnie do województwa warszawskiego.